# تپه‌اختر دم‌گوه‌ای
تپه‌اختر دم‌گوه‌ای (نام علمی: Oreotrochilus adela) گونه‌ای مرغ مگس در تبار خورشیدفرشته‌تباران (Lesbiini) از زیرتیرهٔ خورشیدیان (Lesbiinae) است که در آرژانتین و بولیوی یافت می‌شود.